# Kataw-Iwanowsk
Kataw-Iwanowsk (ros. Катав-Ивановск) – miasto w Rosji, w obwodzie czelabińskim. W 2010 roku liczyło 17 630 mieszkańców.